# ۷۱۵ (قمری)
۷۱۵ (قمری)، هفتصد و پانزدهمین سال در گاهشماری هجری قمری است. اول محرم این سال برابر با پانزدهم آوریل سال ۱۳۱۵ میلادی است.